# Campeonato Carioca 1907
In 1907 werd het tweede Campeonato Carioca gespeeld voor voetbalclubs uit de toen nog Braziliaanse hoofdstad Rio de Janeiro. De competitie werd gespeeld van 5 mei tot 27 oktober 1907. Fluminense en Botafogo eindigden eerste. In de regels van de competitie was niet opgenomen dat er een beslissende wedstrijd gespeeld moest worden waarop Fluminense, dat een beter doelsaldo had en beter presteerde in de onderlinge confrontaties, zichzelf tot kampioen uitriep. Botafogo heeft zich hier nooit bij neergelegd en pas in 1996 oordeelde de rechtbank dat er dat jaar twee kampioenen waren. 
Internacional kwam niet opdagen tegen Botafogo en werd de wedstrijd erna tegen Fluminense geschorst, beide wedstrijden werden als verlieswedstrijd aangerekend. 

## Eindstand

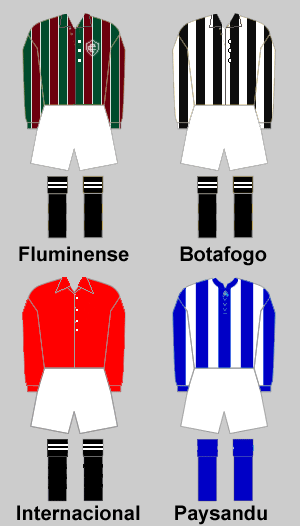
Uniformen deelnemers

| Plaats | Club                  | Wed. | W | G | V | Saldo | Ptn. |
| ------ | --------------------- | ---- | - | - | - | ----- | ---- |
| 1.     | Botafogo              | 6    | 5 | 0 | 1 | 14:9  | 10   |
| 2.     | Fluminense            | 6    | 5 | 0 | 1 | 15:5  | 10   |
| 3.     | AA Internacional      | 6    | 1 | 0 | 5 | 2:9   | 2    |
| 4.     | Paysandu Cricket Club | 6    | 1 | 0 | 5 | 7:15  | 2    |

|  | Kampioen |

### Kampioen
| Campeonato Carioca de 1907     |
| Rio de Janeiro                 |
| ------------------------------ |
| FLUMINENSE Kampioen (2° titel) |

| Campeonato Carioca de 1907   |
| Rio de Janeiro               |
| ---------------------------- |
| BOTAFOGO Kampioen (1° titel) |

## Topschutters
| Speler            | Speler       | Goals | Club       |
| ----------------- | ------------ | ----- | ---------- |
| Vlag van Brazilië | Flávio Ramos | 6     | Botafogo   |
| Vlag van Brazilië | Edwin Cox    | 4     | Fluminense |